# Сехримнир
Сехримнир (в западном диалекте др.-сканд. Sæhrímnir, от sæ- «морской», «озерный» и hrímnir «копченый», «покрытый сажей (цвета сажи)», возможно намекает на то, чем питался Сехримнир, от seyðir «сточная канава») — в скандинавской мифологии кабан, которого каждый день варит в своем котле Элдхримнир эйнхерийский повар Андхримнир, чтобы подать к столу эйнхериям. Однако к вечеру Сехримнир снова оживает целым.
Andhrímnir 

lætri í Eldhrímne 

Sæhrímne soðinn, 

fleska bezt; 

en þat fáir vito 

við hvat einheriar alaz.

Андхримнир варит

Сэхримнира — вепря

В Эльдхримнире мясо — дичину отличную:

немногие ведают

яства эйнхерии.
— Старшая Эдда, Речи Гримнира  в переводе А. И. Корсуна.

В современном шведском переводе Карла Йоханссона (Karl G. Johansson) и Матса Мальма (Mats Malm) 1997 года используются слова fläsk (свинина) для fleska и vad enhärjar lever av (чем живут эйнхерии) вместо «яства эйнхерии». Явно кабаном (свином) Сехримнира называет только Снорри Стурлусон в Младшей Эдде, в Старшей Эдде природа животного точно не указана. Проблема с толкованием Снорри может заключаться в том, что он мог исходить из уже хорошо ему известных христианских представлениях о рае.
Один скармливал свою порцию своим волкам, и жил одним вином; не указано, что и другие асы ели мясо Сехримнира. Это может указывать на известное ещё из греческой античности различие в способах поклонения богам и героям: первым жертвовали внутренности и жир, вторым мясо и кровь жертвенных животных.